# ヴィチェンツァ・バレー
ヴィチェンツァ・バレー（Vicenza Volley, ジョイ・バレー・ヴィチェンツァ Joy Volley Vicenza）は、イタリア・ヴィチェンツァを本拠地とする女子バレーボールクラブチーム。通称はヴィチェンツァ。

## 歴史
1992年創設。セリエA2からスタートし1999-2000年にセリエA1に昇格した。2007-2008年は、ホームアリーナであったPalasport "Città di Vicenza"との契約トラブルのために、ホームゲームをイーモラで行った。2008-2009年は再びホームタウンをヴィチェンツァに戻した。
2008年、中田久美が日本人女子で初めてコーチに就任したが、リーグ戦で3勝23敗と惨敗し最下位となり、A2降格が決定した。
2010年、経済的な問題により活動終了。

## 主な成績
セリエA
- 優勝：なし

 コッパ・イタリア
- 優勝：なし

## 歴代所属選手
- マヌエラ・レッジェーリ
- ヴァレンティーナ・フィオリン
- エリーザ・トグット
- バレンティーナ・ティロッツィ
- マグダレナ・シリバ
- マウゴジャータ・グリンカ
- カタジナ・スコブロニスカ
- フラウケ・ディリックス
- イェレナ・ニコリッチ
- イバナ・ジェリシロ
- サーニャ・スタロビッチ
- ロビン・オーモーサントス
- カティ・ラツバイト
- 高橋みゆき
- リーカ・レトネン
- イングリッド・フィッセール
- エルケ・バインホーフェン
- ミア・イエルコフ
- マーヤ・ポリャク

## ユニフォーム
ホーム
- メインカラーのホワイトとレッド。

アウェイ
- サブカラーのレッド。

リベロ
- ホワイトとレッド。またはアウェイのレッド。